# Фёдоровка (Должанский район)
Фёдоровка (укр. Федорівка) — посёлок, относится к Свердловскому городскому совету Луганской области Украины. Под контролем самопровозглашённой Луганской Народной Республики.

## География
Ближайшие населённые пункты: село Маломедвежье на юге, Новодарьевка, Калиновка на юго-западе, Кленовый и Покровка на западе, Великокаменка и сёла Николаевка на северо-западе, Медвежанка на севере, посёлки Павловка на северо-востоке, Володарск на востоке, Устиновка, Ленинское и Шахтёрское на юго-востоке.

## Население
Население по переписи 2001 года составляло 85 человек.

## Общие сведения
Почтовый индекс — 94837. Телефонный код — 6434. Занимает площадь 0,18 км². Код КОАТУУ — 4412746306.

## Местный совет
94835, Луганская область, Свердловский городской совет, пгт. Ленинское, ул. Маяковского, 68